# Сунчана страна улице
Сунчана страна улице је албум групе Азра. Издат је 1981. године за продукцију Југотон.

## Списак песама
1. 041
2. Ужас је моја фурка
3. Фа-фа-фа
4. Кипо
5. Не реци ми двапут
6. Проведимо викенд заједно
7. Курвини синови
8. Банкрот мама
9. Паметни и књишки људи
10. Кад Мики каже да се боји
11. Пит... и то је Америка
12. Далеко од истине
13. Пољска у моме срцу
14. Сузи Ф. (Кад видим Беч)
15. Између нас
16. Немој по глави Д. П.
17. Господар самоће
18. Пољуби ме...
19. Карта за срећу
20. Увијек иста прича
21. Сунчана страна улице
22. Град без љубави
23. Недјеља поподне
24. Одлазак у ноћ

## Издавање албума код других продукција
- Кроација рекордс - 1995
- Комуна - 1996
- Сити рекордс - 2004 и 2007